# Мікеле Міньяні
Мікеле Міньяні (італ. Michele Mignani, нар. 30 квітня 1972, Генуя) — італійський футболіст, що грав на позиції центрального захисника, зокрема за клуб «Сієну» та молодіжну збірну Італії. 
По завершенні ігрової кар'єри — тренер. З 2024 року очолює тренерський штаб «Чезени».

## Клубна кар'єра
Народився 30 квітня 1972 року в Генуї. Вихованець юнацьких команд місцевої «Сампдорії». Дебютував у складі її головної команди  в сезоні 1990/91, в якому генуезці здобули свій наразі єдиний титул чемпіонів Італії.
По завершенні чемпіонського сезону молодий захисник залишив рідний клуб і з 1991 по 1996 рік грав на рівні третього і другого дивізіонів італійської першості за СПАЛ, «Монцу», «Пістоєзе» і «Луккезе-Лібертас».
1996 року приєднався до «Сієни», де протягом сезону був основним захисником на рівні Серії C1, після чого на правах оренди провів півроку у друголіговому «Кастель-ді-Сангро». повернувшись на початку 1998 року до «Сієни», знову став одним із основних центральних захисників команди. 2000 року допоміг клубу зі Сьєни здобути підвищення у класі до другого дивізіону, а ще за три роки — до елітної Серії А. Протягом сезону 2003/04 залишався основним гравцем команди і на рівні найвищого дивізіону, утім згодом вона почала підсилювати склад, і Міньяні почав розпочинати матчі здебільшого на лаві для запасних. 
На початку 2006 року досвідчений захисник залишив команду, якій присвятив дев'ять сезонів своєї кар'єри, і став гравцем друголігової «Трієстини». Згодом сезон 2007/08 відіграв на тому ж рівні за «Гроссето», а завершував ігрову кар'єру у нижчоліговому «Поджбонсі», за який виступав протягом 2008—2009 років.

## Виступи за збірну
Протягом 1992–1993 років залучався до складу молодіжної збірної Італії. На молодіжному рівні зіграв у 6 офіційних матчах.

## Кар'єра тренера
Завершивши виступи на футбольному полі був запрошений повернутися до «Сієни» у статусі тренера однієї із юнацьких команд. Згодом тренував команду дублерів клубу, а також працював асистентом головного тренера основної команди.
Протягом 2014–2015 років був асистентом головного тренера клубу «Латина», після чого розпочав самостійну тренерську кар'єру, очоливши команду 2016 року «Ольбія» із Серії D.
2017 року повернувся до «Сієни», ставши на два роки головним тренером команди , що змагалася на рівні третьої за силою Серії C. Згодом працював на тому ж рівні з «Моденою» і «Барі». З командою із Барі 2022 року здобув підвищення до Серії B, а вже наступного сезону був близький до здобуття путівки в елітний італійський дивізіон, утім очолювана ним команда посіла трете місце другій лізі, а згодом не подолала плей-оф за підвищення у класі.
Був звільнений з «Барі» після украй невдалого для команди старту сезону 2023/24, в якому вона здобула лише одну перемогу у дев'яти стартових турах. Згодом навесні 2024 року тренував «Палермо», який під його керівництвом також фінішував у зоні плей-оф за підвищення у класі до Серії A, який, утім, подолати не зумів.
Влітку 2024 року очолив тренерський штаб «Чезени», ще одного представника Серії B з амбіціями на підвищення у класі.

## Статистика виступів

### Статистика клубних виступів
| Сезон                 | Команда               | Чемпіонат             | Чемпіонат | Чемпіонат | Національний кубок | Національний кубок | Національний кубок | Континентальні кубки | Континентальні кубки | Континентальні кубки | Інші змагання | Інші змагання | Інші змагання | Усього | Усього |
| Сезон                 | Команда               | Ліга                  | Ігор      | Голів     | Ліга               | Ігор               | Голів              | Ліга                 | Ігор                 | Голів                | Ліга          | Ігор          | Голів         | Ігор   | Голів  |
| --------------------- | --------------------- | --------------------- | --------- | --------- | ------------------ | ------------------ | ------------------ | -------------------- | -------------------- | -------------------- | ------------- | ------------- | ------------- | ------ | ------ |
| 1990–91               | «Сампдорія»           | A                     | 1         | 0         | КІ                 | 1                  | 0                  | -                    | -                    | -                    | -             | -             | -             | 2      | 0      |
| 1991–92               | СПАЛ                  | C1                    | 0         | 0         | -                  | -                  | -                  | -                    | -                    | -                    | -             | -             | -             | 0      | 0      |
| 1992–93               | СПАЛ                  | B                     | 16        | 0         | КІ                 | 1                  | 0                  | -                    | -                    | -                    | -             | -             | -             | 17     | 0      |
| 1993–94               | «Монца»               | B                     | 16        | 0         | КІ                 | 1                  | 0                  | -                    | -                    | -                    | -             | -             | -             | 17     | 0      |
| 1994–95               | «Пістоєзе»            | C1                    | 31+3      | 2         | -                  | -                  | -                  | -                    | -                    | -                    | -             | -             | -             | 34     | 2      |
| 1995–96               | «Луккезе-Лібертас»    | B                     | 26        | 0         | КІ                 | 2                  | 0                  | -                    | -                    | -                    | -             | -             | -             | 28     | 0      |
| 1996–97               | «Сієна»               | C1                    | 29        | 2         | -                  | -                  | -                  | -                    | -                    | -                    | -             | -             | -             | 29     | 2      |
| 1997-січ. 1998        | «Кастель-ді-Сангро»   | B                     | 12        | 0         | КІ                 | 3                  | 0                  | -                    | -                    | -                    | -             | -             | -             | 15     | 0      |
| січ.-черв. 1998       | «Сієна»               | C1                    | 5         | 0         | -                  | -                  | -                  | -                    | -                    | -                    | -             | -             | -             | 5      | 0      |
| 1998–99               | «Сієна»               | C1                    | 23+2      | 0         | -                  | -                  | -                  | -                    | -                    | -                    | -             | -             | -             | 25     | 0      |
| 1999–00               | «Сієна»               | C1                    | 31        | 2         | -                  | -                  | -                  | -                    | -                    | -                    | СК-C          | 2             | 0             | 33     | 2      |
| 2000–01               | «Сієна»               | B                     | 34        | 0         | КІ                 | 2                  | 0                  | -                    | -                    | -                    | -             | -             | -             | 36     | 0      |
| 2001–02               | «Сієна»               | B                     | 33        | 0         | КІ                 | 7                  | 0                  | -                    | -                    | -                    | -             | -             | -             | 40     | 0      |
| 2002–03               | «Сієна»               | B                     | 36        | 2         | КІ                 | 2                  | 0                  | -                    | -                    | -                    | -             | -             | -             | 38     | 2      |
| 2003–04               | «Сієна»               | A                     | 31        | 1         | КІ                 | 2                  | 0                  | -                    | -                    | -                    | -             | -             | -             | 33     | 1      |
| 2004–05               | «Сієна»               | A                     | 14        | 0         | КІ                 | 1                  | 0                  | -                    | -                    | -                    | -             | -             | -             | 15     | 0      |
| 2005-січ. 2006        | «Сієна»               | A                     | 3         | 0         | КІ                 | 1                  | 0                  | -                    | -                    | -                    | -             | -             | -             | 4      | 0      |
| Усього за «Сієну»     | Усього за «Сієну»     | Усього за «Сієну»     | 241       | 7         |                    | 15                 | 0                  |                      | -                    | -                    |               | 2             | 0             | 258    | 7      |
| січ.-черв. 2006       | «Трієстина»           | B                     | 15        | 1         | КІ                 | -                  | -                  | -                    | -                    | -                    | -             | -             | -             | 15     | 1      |
| 2006–07               | «Трієстина»           | B                     | 20        | 1         | КІ                 | 3                  | 0                  | -                    | -                    | -                    | -             | -             | -             | 23     | 1      |
| Усього за «Трієстину» | Усього за «Трієстину» | Усього за «Трієстину» | 35        | 2         |                    | 3                  | 0                  |                      | -                    | -                    |               | -             | -             | 38     | 2      |
| 2007–08               | «Гроссето»            | B                     | 29        | 0         | КІ                 | 1                  | 0                  | -                    | -                    | -                    | -             | -             | -             | 30     | 0      |
| 2008–09               | «Поджбонсі»           | ЛП-2Д                 | 28+1      | 0         | -                  | -                  | -                  | -                    | -                    | -                    | -             | -             | -             | 29     | 0      |
| Усього за кар'єру     | Усього за кар'єру     | Усього за кар'єру     | 439       | 9         |                    | 27                 | 0                  |                      | -                    | -                    |               | 2             | 0             | 468    | 9      |

## Титули і досягнення
- Чемпіон Італії (1):

«Сампдорія»: 1990-1991